# IPhoto
Chronologie des versions
Photos
iPhoto est une application de gestion d'images et de photographies numériques abandonnée développée par l'entreprise américaine Apple en 2002.
Elle était incluse sur tous les ordinateurs de série Mac de 2002 à 2015, avant d'être remplacée par l'application Apple Photos sur OS X Yosemite. Vendu à l'origine dans le cadre de la suite d'applications de gestion de médias numériques iLife, iPhoto était capable d'importer, d'organiser, d'éditer, d'imprimer et de partager des photos numériques.

## Description
Vanté par Apple comme un symbole de simplicité et pour son caractère intuitif, iPhoto n'en est pas moins une application complète qui reconnaît en Plug and Play la quasi-totalité des matériels courants. Son intégration complète aux autres applications de la suite iLife étend encore ses possibilités d'utilisation : export des photos vers iMovie, vers Mail pour joindre une image à un courriel, ou vers iDVD pour les sauvegardes ou pour créer des diaporamas : composition de livres, carte de vœux ou calendriers, possibilité d'en commander en ligne des tirages sur papier par un laboratoire spécialisé.

iPhoto offre en outre des fonctions élémentaires de retouche et d'édition d'image.

Icône de l'app iPhoto sur iOS

Depuis sa version '09, iPhoto gère aussi les informations à propos du lieu de la photographie, soit grâce aux données de géolocalisation (géotag) que l'appareil photo a incorporées au fichier dès la prise de vue, soit grâce à une interface d'ajout manuel de géotag basée sur Google Maps.

Cette version a également ajouté une fonction de reconnaissance automatique des visages.
iPhoto permet également de télécharger ses événements, albums ou portraits vers différents sites web tels que Facebook, Flickr, ou Picasa grâce à différents plugins. Il est compatible avec iCloud.

## Historique des versions

### Mac
| Version | iLife | Introduction     | Mac OS | Binary          |
| ------- | ----- | ---------------- | ------ | --------------- |
| 1.0     | —     | 7 January 2002   | 10.1   | PowerPC         |
| 2.0     | iLife | 3 janvier 2003   | 10.1   | PowerPC         |
| 4.0     | '04   | 6 janvier 2004   | 10.2   | PowerPC         |
| 5.0     | '05   | 11 janvier 2005  | 10.3   | PowerPC         |
| 6.0     | '06   | 10 janvier 2006  | 10.4   | Universal       |
| 7.0     | '08   | 7 août 2007      | 10.4   | Universal       |
| 8.0     | '09   | 7 janvier 2009   | 10.5   | Universal       |
| 9.0     | '11   | 20 octobre 2010  | 10.6   | Intel (32-bits) |
| 9.5     | —     | 11 décembre 2013 | 10.9   | Intel (64-bits) |
| 9.6     | —     | 17 octobre 2014  | 10.10  | Intel (64-bits) |

### iOS
| Version  | Introduction | iOS |
| -------- | ------------ | --- |
| iPhoto 1 | 7 mars 2012  | 5.1 |